# 崔希太
崔 希太（チェ・フィテ、朝鮮語: 최희태）は、朝鮮民主主義人民共和国の政治家。平壌市人民委員会委員長、朝鮮労働党中央委員会委員候補。平壌市人民委員会副委員長、牡丹峰区域人民委員会委員長などを歴任した。

## 経歴
出生地や生年月日は不明。2011年9月22日に行われた万寿台通り近代化工事の着工式に平壌市人民委員会副委員長として参加し、建設への決意を表明した。2019年3月10日に実施された最高人民会議第14期代議員選挙で代議員に選出された。2020年1月5日に金日成広場で開かれた「朝鮮労働党中央委員会第7期第5回総会の決定を貫徹するため平壌市決起大会」に牡丹峰区域人民委員会委員長として参加した。同年9月8日には咸鏡道の台風被害を受けて結成された「首都党員師団」の決起大会に、平壌市人民委員会委員長として参加し、同職への就任が確認された。
2021年1月5日から開催された朝鮮労働党第8次大会で中央委員会委員候補に選出された。